# Tancredi di Galilea

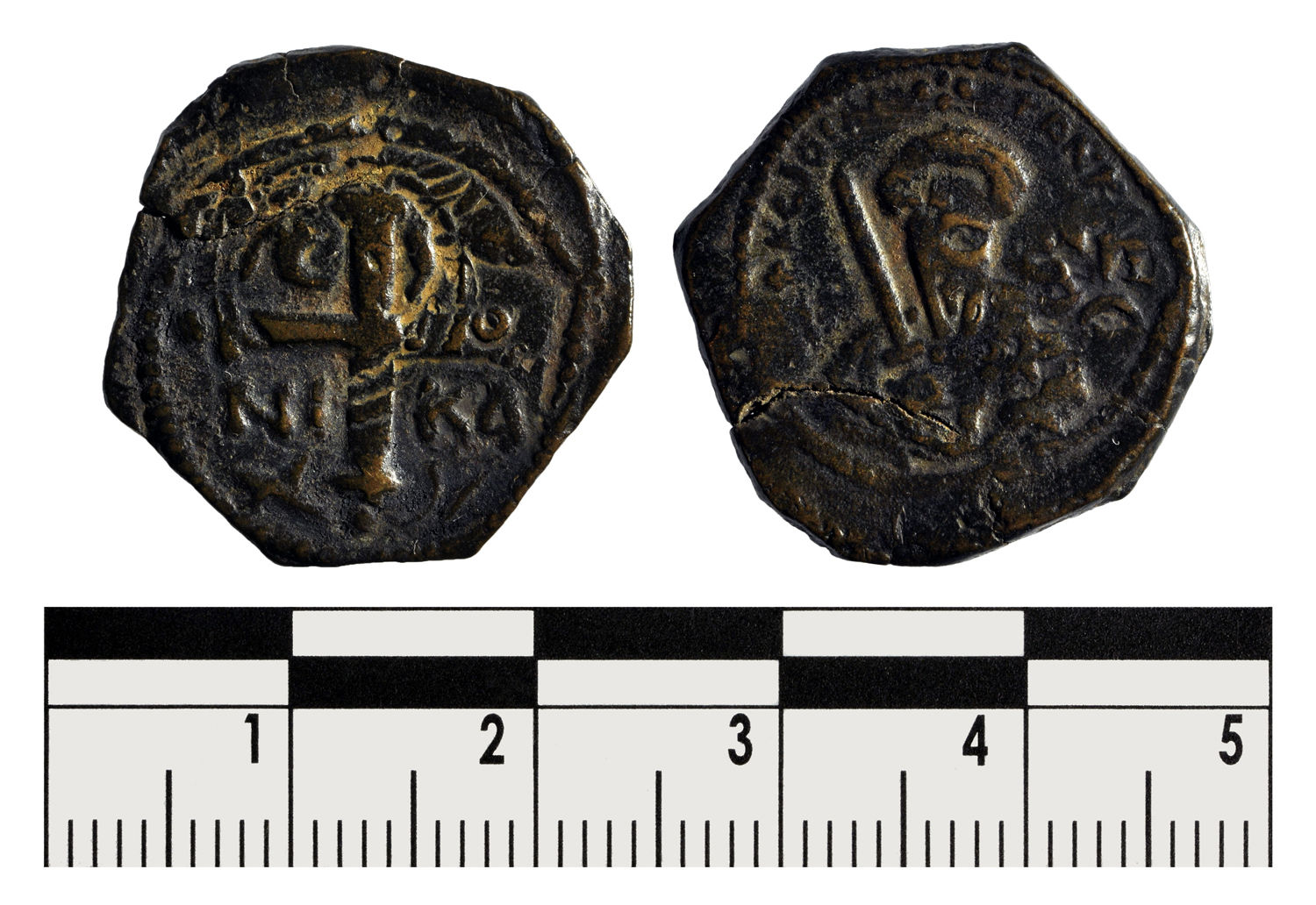
Moneta coniata nella reggenza di Tancredi in Antiochia (con spada e turbante)

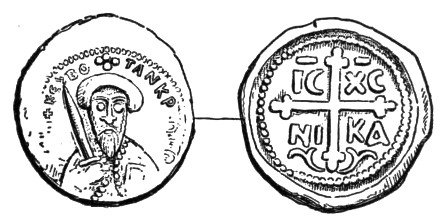
Disegno delle monete di Tancredo come reggente d'Antiochia

Tancredi di Galilea, detto impropriamente d'Altavilla e noto anche come Tancredi marchese (1072 – Antiochia, 1112), è stato un cavaliere medievale italiano d'origine franca, principe di Galilea e reggente del principato d'Antiochia e della contea di Edessa, noto per essere stato uno dei capi della prima crociata in Terrasanta. Fu il protagonista della Gesta Tancredi di Radulfo di Caen, nonché uno dei personaggi della Gerusalemme liberata di Torquato Tasso, Il combattimento di Tancredi e Clorinda di Claudio Monteverdi, e molti altri.

## Origine
Tancredi nacque probabilmente nel sud d'Italia da Ottone "il Buon Marchese" e di Emma d'Altavilla (figlia di Roberto "il Guiscardo" e sorella di Boemondo I, principe di Taranto). Come tanti altri parenti della famiglia materna, riceve il nome di Tancredi in riferimento al bisnonno Tancredi d'Altavilla, capostipite della Casa d'Altavilla. L'identità paterna, oggetto di gran discussione tra gli storici del medioevo, viene stabilita dalla ricerca contemporanea nella stirpe franca degli Aleramici, marchesi di Savona e del Monferrato, con cui l'Altavilla strinsero importanti alleanze alle fine del XI secolo. In particolare viene individuato con quel marchese Ottone (fratello di Bonifacio del Vasto), quinto figlio di Ottone III di Savona e Berta di Torino.  Il matrimonio tra "il Buon Marchese" e la principessa normanna Emma sarebbe precedente agli sponsali tra Adelasia ed Enrico del Vasto (figli di Manfredo, fratello del marchese Ottone) con Ruggero I e Flandina d'Altavilla. Secondo Vittorio Poggi, l'origine di "Tancredi marchisio" nei marchesi di Savona giustificherebbe le preminenze concesse ai liguri nelle sue domini di oltremare, di modo simile a quelle concesse dal cugino Ruggero II (figlio della cugina Adelasia) ai savonesi.
Fu sicuramente fratello di un marchese Guglielmo ("Willelmi marchionis Tancredi fratrem") morto nelle crociate, riferito d'alcuni autori come padre o figlio di Tancredi (secondo una trascrizione erronea di "fratrem" per "filium"), nonché probabilmente di Altrude, moglie di Riccardo di Salerno, e di un certo Guido o Roberto (secondo Radulfo di Caen). Dopo la morte della madre, il padre risposa una certa Sichelgaita (probabile parente di Sichelgaita di Salerno), che nel 1126 fa una donazione per sé e per i figli avuti dal defunto marito Ottone ai fratri eremitani.

## Biografia
Nel 1096, ventiquattrenne, si unì allo zio Boemondo e partì alla volta di Costantinopoli insieme agli eserciti della prima crociata in Terrasanta. Giunto nella capitale bizantina, subì forti pressioni (soprattutto dal generale bizantino Giorgio Paleologo) affinché prestasse giuramento di fedeltà all'imperatore Alessio Comneno, con la promessa di rendere al sovrano qualsiasi terra conquistata durante la campagna militare. Tancredi si rifiutò di farlo, sebbene molti altri cavalieri avessero fatto giuramento senza alcuna intenzione di rispettarlo.
Nel 1097, prese parte all'assedio di Nicea, ma la città fu presa dalle truppe di Alessio a seguito di negoziati segreti con i Turchi Selgiuchidi. L'episodio spinse Tancredi ad una prudente diffidenza e a una segreta ostilità verso i Bizantini. Entro la fine dell'anno conquistò Tarso ed altre città della Cilicia e fu testimone dell'assedio di Antiochia del 1098.

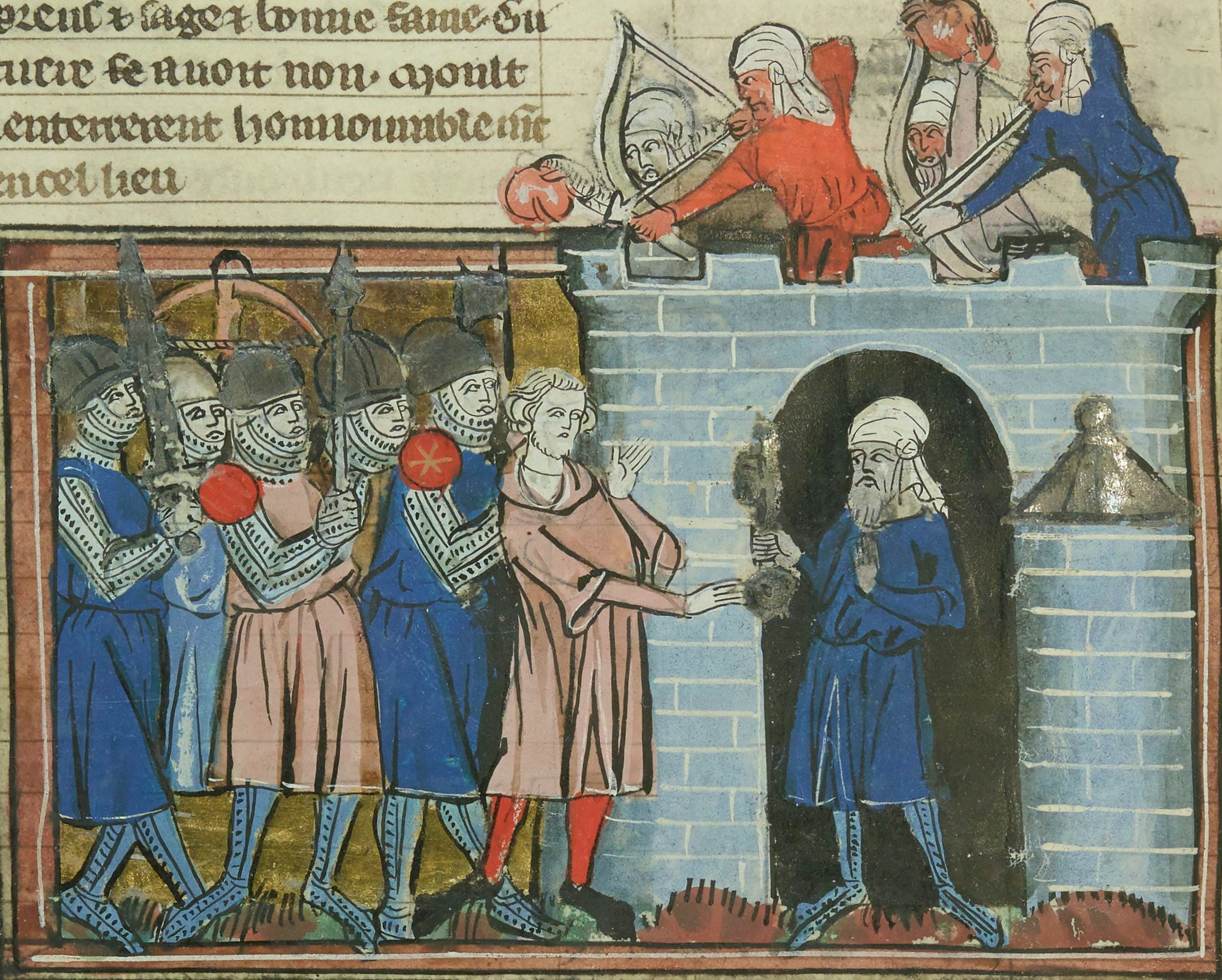
Costantino d'Armenia accoglie Tancredi marchese dopo il suo arrivo a Tarso in una miniatura medievale (XIV secolo)

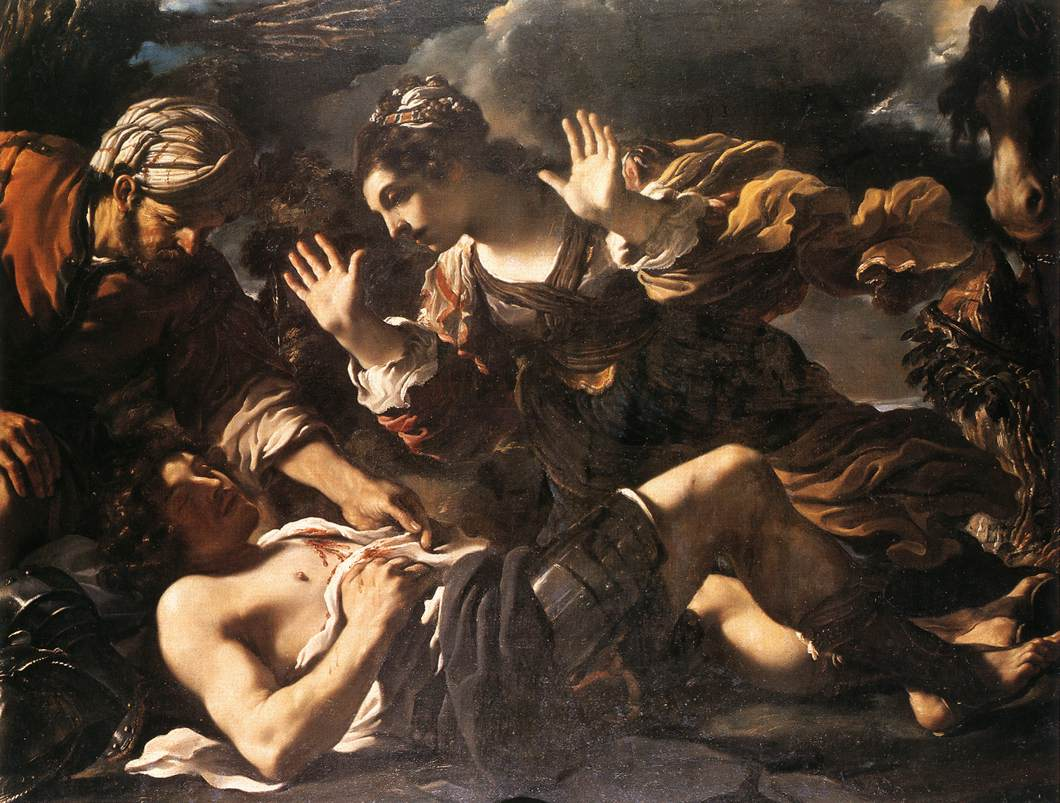
Erminia ritrova Tancredi ferito da Guercino (XVII secolo), Galleria Doria Pamphilj, Roma

L'anno successivo, durante l'assalto a Gerusalemme, Tancredi, insieme a Gastone di Béarn, fu il primo crociato ad entrare nella città liberata (15 luglio 1099). I due fecero prigionieri centinaia di musulmani, fornendo ad alcuni protezione sul tetto del Tempio. Ma non si trattò di un atto di misericordia: il mattino seguente, Tancredi ordinò ai crociati di recarsi al Tempio e fare strage degli abitanti della Città Santa rifugiatisi lì. Sotto le armi cristiane morirono indiscriminatamente uomini e donne, musulmani ed ebrei.

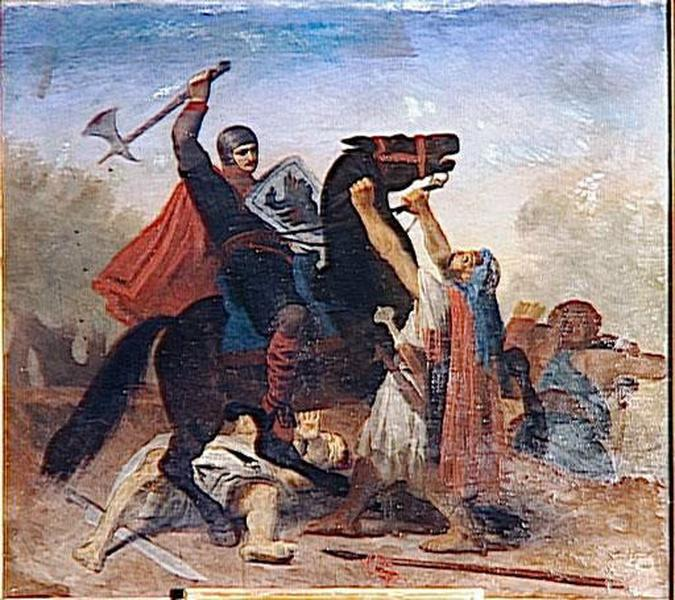
Tancredi marchese nell'assedio di Gerusalemme da Émile Signol (XIX secolo)

Instaurato il Regno di Gerusalemme, Tancredi fu nominato principe di Galilea e quando nel 1100 suo zio Boemondo, divenuto prima ancora della presa di Gerusalemme principe di Antiochia, fu fatto prigioniero dai Danishmendidi, il nipote Tancredi ne fu nominato reggente. Durante il suo regno il territorio del principato si espanse grazie all'annessione di terre sottratte ai Bizantini e a nulla valsero i reiterati tentativi di Alessio di riportare queste regioni sotto la propria sovranità. Nel 1104, approfittando della prigionia del futuro re Baldovino II dopo la battaglia di Harran, Tancredi s'impossessò anche della contea di Edessa, che assegnò al cugino Riccardo. Rilasciato nel 1107, Baldovino II dovette scontrarsi con Tancredi per ristabilire il proprio controllo sulla contea.
Tornato ad Antiochia dopo la sconfitta, nel 1108 Tancredi si rifiutò di onorare il trattato di Devol, col quale suo zio Boemondo aveva prestato giuramento di fedeltà ad Alessio. Questo permise al principato di restare indipendente dall'Impero bizantino per molti decenni. Nel 1110 pose sotto il suo controllo la fortezza del Krak dei Cavalieri, che più tardi sarebbe diventata un importante caposaldo della contea di Tripoli. Tancredi mantenne la reggenza di Antiochia in nome di Boemondo II, figlio del primo Boemondo, fino alla morte, avvenuta nel 1112 durante un'epidemia di tifo. Venne sepolto nella chiesa di San Pietro di Antiochia.

## Nella letteratura
La Gesta Tancredi è una biografia di Tancredi scritta in latino da Radulfo di Caen, un normanno che prese parte alla prima crociata in Terrasanta e fu al servizio suo e di Boemondo.

Tancredi appare tra i personaggi principali della Gerusalemme liberata, poema cinquecentesco di Torquato Tasso. È ritratto come un eroe epico, reso protagonista di un amore cavalleresco con la guerriera pagana Clorinda. Egli è inoltre amato dalla principessa Erminia di Antiochia. Alcuni estratti dei versi del Tasso furono inseriti da Claudio Monteverdi nella sua opera drammatica Il combattimento di Tancredi e Clorinda del 1624. Nel 1632 il poeta leccese Ascanio Grandi diede alle stampe un lungo poema eroico intitolato Il Tancredi, sul modello della Gerusalemme liberata, che vede Tancredi protagonista nella lotta contro gli arabi.

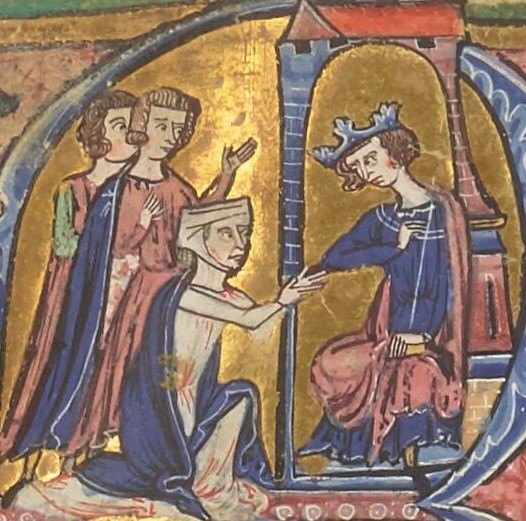
Cecilia di Francia con il fratellastro Folco d'Angiò, re di Gerusalemme

## Matrimonio e discendenza
Nel 1106 il principe Boemondo d'Antiochia, suo zio, si recò in Europa per ottenere aiuti e per sposare Costanza di Francia, figlia del re di Francia Filippo I. Approfittando del suo prestigio e della sua fortuna, in quella stessa occasione concordò anche il matrimonio di Cecilia di Francia, sorellastra di Costanza, con suo nipote Tancredi, che era considerato uno dei più prodi cavalieri dell'epoca.
Quando Cecilia partì per Antiochia via mare per raggiungere il suo fidanzato, l'Imperatore bizantino
Alessio Comneno, temendo che questa alleanza matrimoniale potesse ritorcersi contro di lui, chiese alle repubbliche di Genova, Pisa e Venezia d'intercettare la nave per impedire le nozze, ma non fu ascoltato; Cecilia arrivò ad Antiochia e sposò Tancredi verso la fine dell'anno. Da tale matrimonio Tancredi ebbe un figlio, Ugone, che fu conte di Molise.
Quando Tancredi sentì la fine approssimarsi, sul letto di morte, chiese a Cecilia di risposarsi con Ponzio, conte di Tripoli, allo scopo di porre fine alla rivalità tra Antiochia e Tripoli, rivalità che nuoceva alle azioni dei crociati in Terrasanta e le diede anche in dote le fortezze di Arcicanum e Rugia.

## Ascendenza
|                         |                      |                         | Genitori                |  |  | Nonni |  |  | Bisnonni             |  |  | Trisnonni           |  |
|                         |                      |                         |                         |  |  |       |  |  | Anselmo II di Savona |  |  | Anselmo I di Savona |  |
|                         |                      |                         |                         |  |  |       |  |  | Anselmo II di Savona |  |  | Anselmo I di Savona |  |
|                         |                      | Gisla di Milano         |                         |  |  |       |  |  | Anselmo II di Savona |  |  |                     |  |
| Ottone III di Savona    |                      |                         |                         |  |  |       |  |  | Anselmo II di Savona |  |  |                     |  |
|                         |                      | Adelasia di Milano      | Alberto Azzo I          |  |  |       |  |  |                      |  |  |                     |  |
|                         |                      | Adelasia di Milano      | Alberto Azzo I          |  |  |       |  |  |                      |  |  |                     |  |
|                         |                      | Adelasia di Milano      | Adelaide di Sabbioneta  |  |  |       |  |  |                      |  |  |                     |  |
| Ottone il Buon Marchese |                      | Adelasia di Milano      |                         |  |  |       |  |  |                      |  |  |                     |  |
|                         |                      | Olderico Manfredi II    | Olderico Manfredi I     |  |  |       |  |  |                      |  |  |                     |  |
|                         |                      | Olderico Manfredi II    | Olderico Manfredi I     |  |  |       |  |  |                      |  |  |                     |  |
|                         |                      | Olderico Manfredi II    | Prangarda di Canossa    |  |  |       |  |  |                      |  |  |                     |  |
| Berta di Torino         |                      | Olderico Manfredi II    |                         |  |  |       |  |  |                      |  |  |                     |  |
|                         |                      | Berta di Milano         | Oberto II Obertenghi    |  |  |       |  |  |                      |  |  |                     |  |
|                         |                      | Berta di Milano         | Oberto II Obertenghi    |  |  |       |  |  |                      |  |  |                     |  |
|                         |                      | Berta di Milano         | Railenda                |  |  |       |  |  |                      |  |  |                     |  |
| Tancredi di Galilea     |                      | Berta di Milano         |                         |  |  |       |  |  |                      |  |  |                     |  |
|                         | Tancredi d'Altavilla | ?                       |                         |  |  |       |  |  |                      |  |  |                     |  |
|                         | Tancredi d'Altavilla | ?                       |                         |  |  |       |  |  |                      |  |  |                     |  |
|                         | Tancredi d'Altavilla | ?                       |                         |  |  |       |  |  |                      |  |  |                     |  |
| Roberto d'Altavilla     | Tancredi d'Altavilla |                         |                         |  |  |       |  |  |                      |  |  |                     |  |
|                         |                      | Fredesenda di Normandia | Riccardo I di Normandia |  |  |       |  |  |                      |  |  |                     |  |
|                         |                      | Fredesenda di Normandia | Riccardo I di Normandia |  |  |       |  |  |                      |  |  |                     |  |
|                         |                      | Fredesenda di Normandia | ?                       |  |  |       |  |  |                      |  |  |                     |  |
| Emma d'Altavilla        |                      | Fredesenda di Normandia |                         |  |  |       |  |  |                      |  |  |                     |  |
|                         |                      | ? di Buonalbergo        | ?                       |  |  |       |  |  |                      |  |  |                     |  |
|                         |                      | ? di Buonalbergo        | ?                       |  |  |       |  |  |                      |  |  |                     |  |
|                         |                      | ? di Buonalbergo        | ?                       |  |  |       |  |  |                      |  |  |                     |  |
| Alberada di Buonalbergo |                      | ? di Buonalbergo        |                         |  |  |       |  |  |                      |  |  |                     |  |
|                         |                      | ?                       | ?                       |  |  |       |  |  |                      |  |  |                     |  |
|                         |                      | ?                       | ?                       |  |  |       |  |  |                      |  |  |                     |  |
|                         |                      | ?                       | ?                       |  |  |       |  |  |                      |  |  |                     |  |
|                         |                      | ?                       |                         |  |  |       |  |  |                      |  |  |                     |  |